# Aeropuerto de Annaba - Rabah Bitat
El aeropuerto de Annaba - Rabah Bitat (código IATA: AAE - código OACI: DABB) es un aeropuerto internacional argelino, situado a 12km al sur de la ciudad de Annaba, (antiguamente Bône durante la época de la Argelia francesa). El aeropuerto se llamaba originalmente Bône-les-Salines.

## Presentación
El aeropuerto de Annaba es un aeropuerto civil internacional que da servicio a la ciudad de Annaba y su región (wilayas de Annaba, Souk Ahras, Skikda, Guelma y El Tarf).
El aeropuerto está gestionado por EGSA Constantine.

## Historia

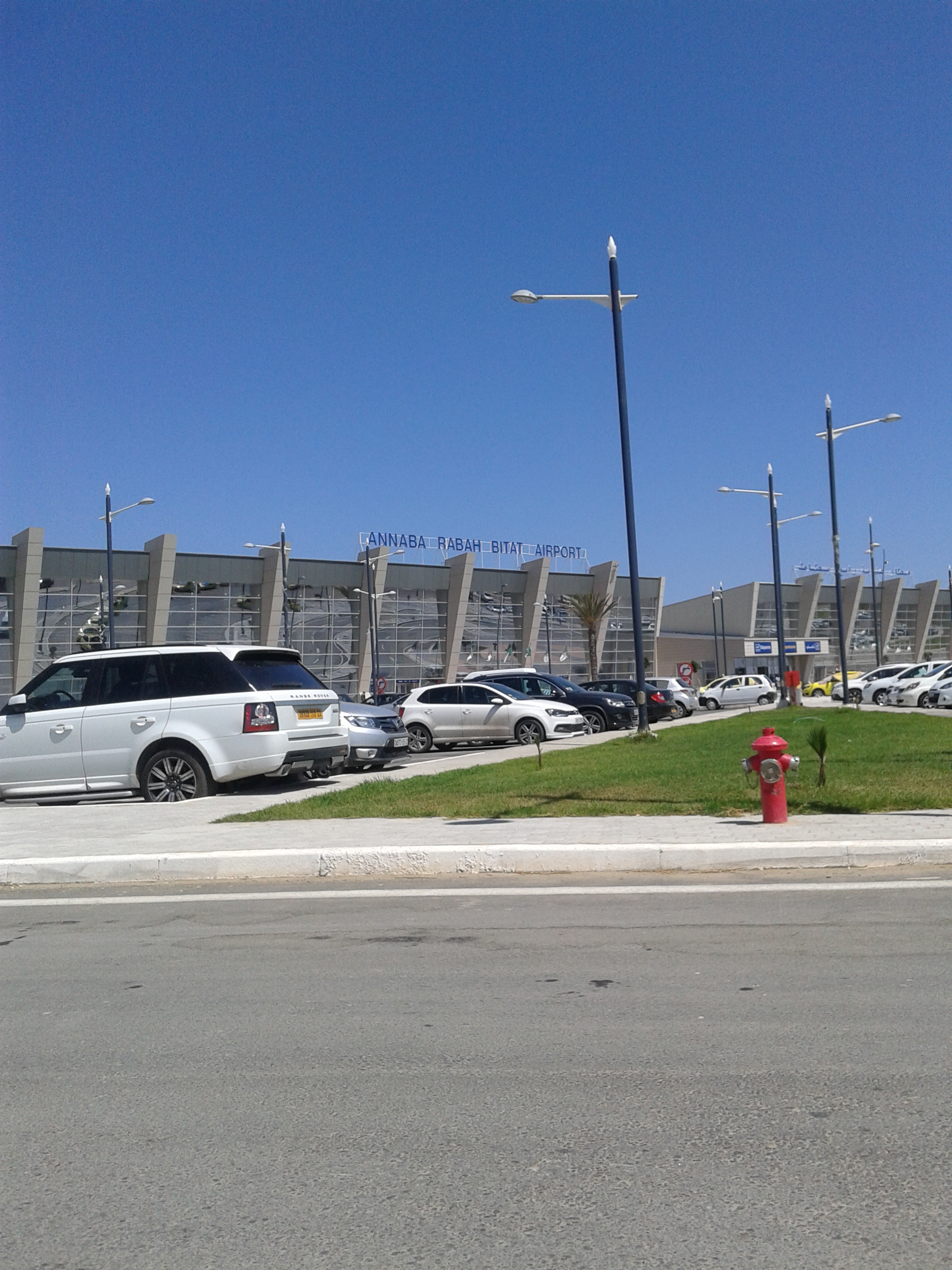
Aeropuerto

Construido en la época de la Argelia francesa, el aeropuerto recibió el nombre de Bône-les-Salines, en referencia a los lagos de sal de las inmediaciones del lugar.
Se puso en marcha en 1939 y un decreto del 16 de diciembre de 1958 confió su funcionamiento a la Cámara de Comercio de Bône.
La base aérea 213, una de las bases aéreas de la Fuerza Aérea Francesa, se estableció en el sitio en ese momento. Fue sede del Grupo de Bombardeo 1/91 de Gascogne, una unidad recreada el 1 de septiembre de 1956 (y disuelta provisionalmente el 17 de septiembre de 1962, tras la Guerra de Argelia), que estaba equipada con Douglas B-26 Invader.
Tras la independencia de Argelia, y hasta el año 2000, el aeropuerto de Annaba recibió el nombre de El-Mellaha (que significa en árabe "Les Salines").

## Infraestructuras

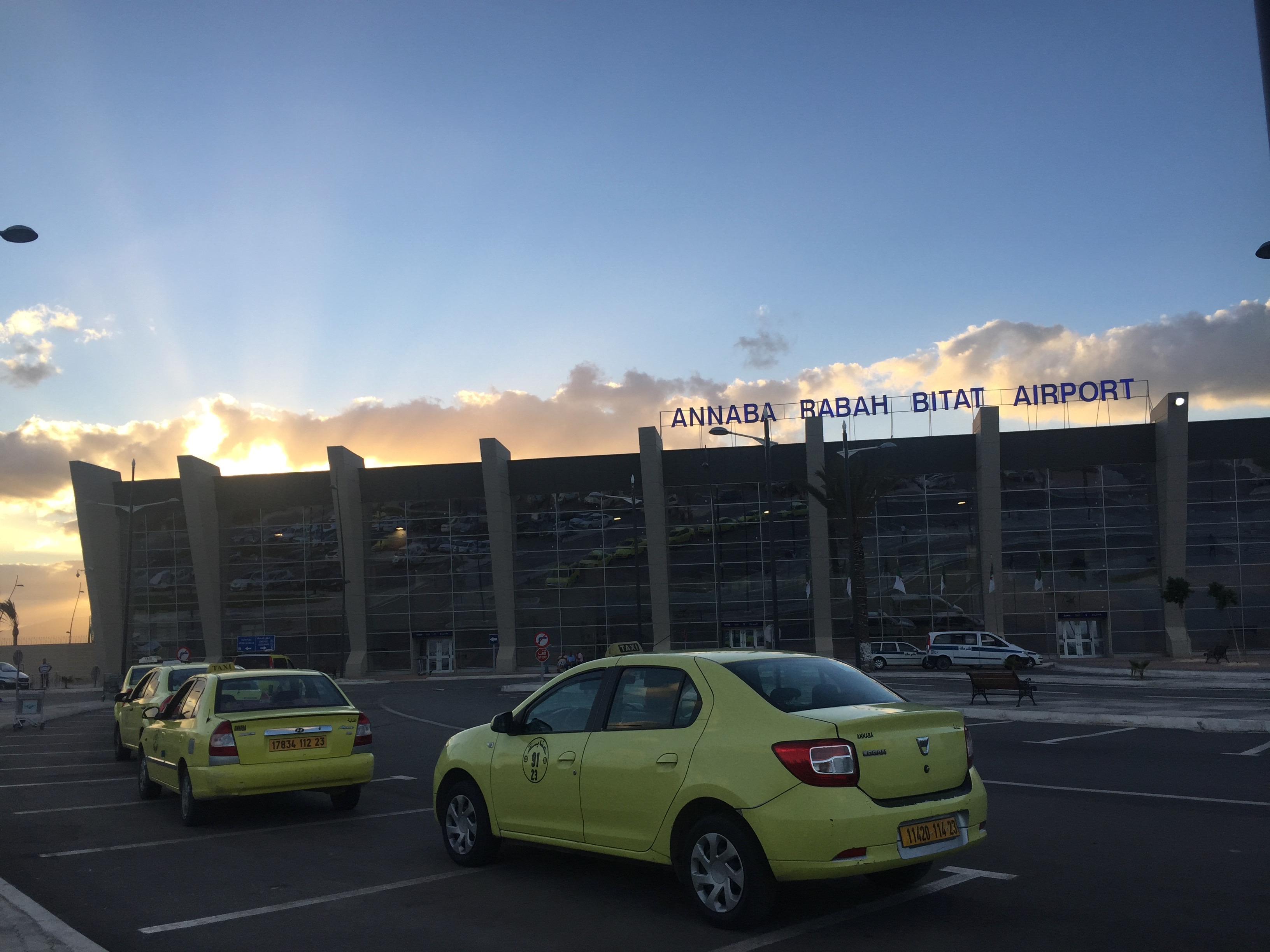
Terminal del aeropuerto (2016).

### Pistas de aterrizaje
El aeropuerto tiene dos pistas. El primero es de asfalto, con una longitud de 3.000 m, y el segundo de hormigón asfáltico, con una longitud de 2.290 m.

### Terminal
El edificio de la terminal se sometió a una renovación y ampliación, que comenzó en 2007 y finalizó en diciembre de 2015. La nueva terminal se inauguró el 9 de marzo de 2016
La nueva terminal está diseñada para gestionar un flujo de 700.000 pasajeros al año.

## Acceso
El aeropuerto de Annaba está situado en la carretera de El Kala y la frontera de Túnez.
El acceso principal es por la RN 44, que también lleva a Annaba.
El aeropuerto de Annaba también es accesible en taxi y autobús.

## Aerolíneas y destinos
| Aerolíneas                | Destinos                                                                                 |
| ------------------------- | ---------------------------------------------------------------------------------------- |
| Argelia: Air Algérie      | Argel-H. Boumédiène, Estambul, Lyon, Marsella, Orán, París-Charles de Gaulle, París-Orly |
| Argelia: Tassili Airlines | Argel, El Oued, Hassi Messaoud                                                           |
| España: Volotea           | Marsella                                                                                 |

## Estadísticas
Ver fuente y consulta Wikidata.
La evolución del tráfico aéreo en el aeropuerto de Annaba entre 2006 y 2016 es :
| Tráfico | Año   | 2006    | 2007    | 2008    | 2009    | 2010    | 2011    | 2012    | 2013    | 2014    | 2015    | 2016    |
| Tráfico | Total | 362 303 | 372 244 | 386 607 | 416 435 | 402 585 | 421 547 | 446 846 | 462 003 | 473 530 | 489 739 | 530 709 |